# Power Rangers: Super Samurai (jogo eletrônico)
Power Rangers: Super Samurai é um jogo de ação lançado para o Xbox 360, sendo jogado com o sensor de movimentos Kinect, baseado na segunda temporada de Power Rangers: Super Samurai, sendo uma sequência do jogo Power Rangers: Samurai. O game foi lançado em 2013.

## História
A história do jogo é a mesma da série: após o Ranger Dourado conseguir a Caixa Preta, tentam de qualquer forma abrí-la. Porém os Nighloks conseguem fazer a água do rio Sanzu escapar por fendas, tornando-os, assim, mais hábeis a destruir os Rangers Samurais, já que não necessitam voltar ao mundo inferior quando se desidratam. Porém, este não é o único problema que os Rangers têm que enfrentar. Eis que surge um novo inimigo, Serrator, que aproveita o momento de fraqueza de Mestre Xandred para atacar. Os heróis ainda tem a surpresa de que Deker sobrevivera ao confronto com Jayden, e agora está aliado as novas forças do mal. Diante de todos esses problemas, a necessidade de que a Caixa Preta seja aberta é crescente. Então, Antonio consegue unir todas as suas Forças-Símbolo e libertam o poder que estava escondido nela, o poder Super Samurai. Agora os Power Rangers tem, com o auxílio de novos Zords e armas, enfrentam o mal com toda força, derrotando inimigos ainda mais poderosos e mantendo a paz no planeta.

## Jogabilidade
Segundo a desenvolvedora, o game explorar as funcionalidade do Kinect.. Além do gameplay principal de luta cntra inimigioa, o jogo irá trazer modos como treinamento de artes marciais ou malhação, mostrando como seria a rotina de um Samurai da série. Também será possível explorar elementos Água, Fogo, Terra, Floresta e Céu 

## Apresentação
O público teve contato com o jogo pela primeira vez na E3 de 2012, aconteceu em junho. Lá existia uma única tenda que exibia a versão DEMO do jogo ainda não lançada, sendo que não teve grande número de visitantes se comparados a outros jogos. Também esteve presente na San Diego Comic Con de 2012 no grande estande dedicado a Power Rangers, mesmo evento onde foi anunciada a vigésima temporada da franquia.